# Tysk-österrikiska backhopparveckan 1968/1969
Under Tysk-österrikiska backhopparveckan 1968/1969 hoppade man i Oberstdorf den 30 december, den 1 januari hoppade man i Partenkirchen och den 3 januari hoppade man i Innsbruck. Deltävlingen i Bischofshofen genomfördes slutligen den 6 januari.

## Oberstdorf
- Datum: 30 december 1968[1]
- Land:  Västtyskland
- Backe: Schattenbergschanze

| Placering | Hoppare          | Land            | Poäng |
| --------- | ---------------- | --------------- | ----- |
| 01        | Bjørn Wirkola    | Norge           | 218,7 |
| 02        | Jiří Raška       | Tjeckoslovakien | 215,7 |
| 03        | Josef Matouš     | Tjeckoslovakien | 210,5 |
| 04        | Heinz Schmidt    | Östtyskland     | 210,1 |
| 05        | Manfred Queck    | Östtyskland     | 209,9 |
| 06        | Rudolf Höhnl     | Tjeckoslovakien | 205,4 |
| 07        | Ladislav Divila  | Tjeckoslovakien | 199,9 |
| 08        | Vladimir Belusov | Sovjetunionen   | 199,7 |
| 09        | Reinhold Bachler | Österrike       | 199,3 |
| 09        | Ludvik Zajc      | Jugoslavien     | 199,3 |

## Partenkirchen
- Datum: 1 januari 1969[2]
- Land:  Västtyskland
- Backe: Große Olympiaschanze

| Placering | Hoppare           | Land            | Poäng |
| --------- | ----------------- | --------------- | ----- |
| 01        | Bjørn Wirkola     | Norge           | 241,2 |
| 02        | Anatolij Zeglanov | Sovjetunionen   | 235,4 |
| 03        | František Rydval  | Tjeckoslovakien | 233,8 |
| 04        | Vladimir Belusov  | Sovjetunionen   | 233,6 |
| 05        | Heinz Schmidt     | Östtyskland     | 232,3 |
| 06        | Zbyněk Hubač      | Tjeckoslovakien | 228,4 |
| 07        | Ladislav Divila   | Tjeckoslovakien | 226,5 |
| 08        | Garij Napalkov    | Sovjetunionen   | 222,1 |
| 09        | Horst Queck       | Östtyskland     | 221,8 |
| 010       | Lars Grini        | Norge           | 221,2 |

## Innsbruck
- Datum: 3 januari 1969[3]
- Land:  Österrike
- Backe: Bergiselschanze

| Placering | Hoppare           | Land            | Poäng |
| --------- | ----------------- | --------------- | ----- |
| 01        | Bjørn Wirkola     | Norge           | 236,3 |
| 02        | Jiří Raška        | Tjeckoslovakien | 235,5 |
| 03        | Anatolij Zeglanov | Sovjetunionen   | 225,9 |
| 04        | Lars Grini        | Norge           | 222,6 |
| 05        | Zbyněk Hubač      | Tjeckoslovakien | 219,9 |
| 06        | Rudolf Höhnl      | Tjeckoslovakien | 214,1 |
| 07        | František Rydval  | Tjeckoslovakien | 212,4 |
| 08        | Horst Queck       | Östtyskland     | 212,2 |
| 09        | Garij Napalkov    | Sovjetunionen   | 210,8 |
| 010       | Heinz Schmidt     | Östtyskland     | 209,7 |

## Bischofshofen
- Datum: 6 januari 1969[4]
- Land:  Österrike
- Backe: Paul-Ausserleitner-Schanze

| Placering | Hoppare            | Land            | Poäng |
| --------- | ------------------ | --------------- | ----- |
| 01        | Jiří Raška         | Tjeckoslovakien | 234,7 |
| 02        | Bjørn Wirkola      | Norge           | 228,3 |
| 03        | Lars Grini         | Norge           | 222,6 |
| 04        | Anatolij Zeglanov  | Sovjetunionen   | 219,2 |
| 05        | Zbyněk Hubač       | Tjeckoslovakien | 218,8 |
| 06        | Wiezeslav Zerbakov | Sovjetunionen   | 211,4 |
| 07        | Ladislav Divila    | Tjeckoslovakien | 211,0 |
| 08        | František Rydval   | Tjeckoslovakien | 209,9 |
| 09        | Vladimir Belusov   | Sovjetunionen   | 208,1 |
| 010       | Bent Tomtum        | Norge           | 207,0 |

## Slutställning
| Placering | Hoppare           | Land            | Poäng |
| --------- | ----------------- | --------------- | ----- |
| 01        | Bjørn Wirkola     | Norge           | 924,5 |
| 02        | Jiří Raška        | Tjeckoslovakien | 900,5 |
| 03        | Zbyněk Hubač      | Tjeckoslovakien | 866,0 |
| 04        | Anatolij Zeglanov | Sovjetunionen   | 862,0 |
| 05        | František Rydval  | Tjeckoslovakien | 848,2 |
| 06        | Vladimir Belusov  | Sovjetunionen   | 839,3 |
| 07        | Rudolf Höhnl      | Tjeckoslovakien | 838,3 |
| 08        | Heinz Schmidt     | Östtyskland     | 830,8 |
| 09        | Lars Grini        | Norge           | 812,5 |
| 010       | Ladislav Divila   | Tjeckoslovakien | 809,3 |

## Fotnoter
1. ↑  FIS: Results Oberstdorf 29 december 1968 (läst 24 januari 2008)
2. ↑  FIS: Results Partenkirchen 1 januari 1969 (läst 24 januari 2009)
3. ↑  FIS: Results Innsbruck 3 januari 1969 (läst 24 januari 2009)
4. ↑  FIS: Results Bischofshofen 6 januari 1969 (läst 24 januari 2009)